# Liga MX 2017/18
Die Saison 2017/18 der mexikanischen Fußballliga MX begann am Freitag, 21. Juli 2017 mit der Begegnung zwischen dem Club Atlético Monarcas Morelia und dem Club de Fútbol Rayados de Monterrey, die torlos endete.
Ebenfalls am selben Tag fand die Partie zwischen dem Club Tijuana Xoloitzcuintles de Caliente und dem Club Deportivo Social y Cultural Cruz Azul statt, die der Gast aus der Hauptstadt mit 2:0 gewann. Beide Treffer für die Cementeros erzielte der spanische Mittelfeldspieler Édgar Méndez in seinem allerersten Pflichtspiel in Mexiko.

## Veränderungen
Der am Ende der Vorsaison abgestiegene Chiapas FC, der seit seiner Gründung im Jahr 2002 in der höchsten Spielklasse vertreten war, wird ersetzt durch den Aufsteiger der Vorsaison, Lobos de la BUAP, der zum allerersten Mal überhaupt in der höchsten Spielklasse vertreten ist.

## Liguillas der Apertura 2017

### Viertelfinale
In drei von vier Fällen setzte sich eine Mannschaft bei Torgleichheit nach Hin- und Rückspiel jeweils nur aufgrund der besseren Platzierung in der Punktspielrunde durch.
|                  | Gesamt |                  | Hinspiel | Rückspiel |
| ---------------- | ------ | ---------------- | -------- | --------- |
| Deportivo Toluca | 3:3    | Monarcas Morelia | 2:1      | 1:2       |
| Club León        | 2:2    | UANL Tigres      | 1:1      | 1:1       |
| Cruz Azul        | 0:0    | Club América     | 0:0      | 0:0       |
| CF Atlas         | 2:6    | CF Monterrey     | 1:2      | 1:4       |

### Halbfinale
|                  | Gesamt |              | Hinspiel | Rückspiel |
| ---------------- | ------ | ------------ | -------- | --------- |
| Club América     | 0:4    | UANL Tigres  | 0:1      | 0:3       |
| Monarcas Morelia | 0:5    | CF Monterrey | 0:1      | 0:4       |

### Finale
Zum fünften Mal in den letzten sieben Meisterschaftsturnieren und zum dritten Mal in Folge erreichen die UANL Tigres die Finalspiele. Weil die Tigres dort auf den Stadtrivalen CF Monterrey trafen, wurde erstmals in der Geschichte des mexikanischen Fußballs ein Clásico Regiomontano im Meisterschaftsfinale ausgetragen. Hierbei setzten sich die Tigres durch und gewannen ihren insgesamt sechsten Meistertitel und den Dritten in den letzten drei Jahren.
|             | Gesamt |              | Hinspiel | Rückspiel |
| ----------- | ------ | ------------ | -------- | --------- |
| UANL Tigres | 3:2    | CF Monterrey | 1:1      | 2:1       |

## Liguillas der Clausura 2018

### Viertelfinale
Die späteren Finalisten Santos Laguna und Toluca setzten sich in der ersten Runde bei Torgleichheit nach Hin- und Rückspiel jeweils nur aufgrund der besseren Platzierung in der Punktspielrunde durch.
|                  | Gesamt |                  | Hinspiel | Rückspiel |
| ---------------- | ------ | ---------------- | -------- | --------- |
| UNAM Pumas       | 2:6    | Club América     | 1:4      | 1:2       |
| Club Tijuana     | 3:2    | CF Monterrey     | 1:1      | 2:1       |
| UANL Tigres      | 2:2    | Santos Laguna    | 2:0      | 0:2       |
| Monarcas Morelia | 4:4    | Deportivo Toluca | 2:2      | 2:2       |

### Halbfinale
|               | Gesamt |                  | Hinspiel | Rückspiel |
| ------------- | ------ | ---------------- | -------- | --------- |
| Santos Laguna | 6:3    | Club América     | 4:1      | 2:2       |
| Club Tijuana  | 3:5    | Deportivo Toluca | 2:1      | 1:4       |

### Finale
|               | Gesamt |                  | Hinspiel | Rückspiel |
| ------------- | ------ | ---------------- | -------- | --------- |
| Santos Laguna | 3:2    | Deportivo Toluca | 2:1      | 1:1       |

## Tabellen

### Abschlusstabelle der Apertura 2017
| Pl. | Verein             | Sp. | S  | U | N  | Tore    | Diff. | Punkte |
| --- | ------------------ | --- | -- | - | -- | ------- | ----- | ------ |
| 1.  | CF Monterrey       | 17  | 11 | 4 | 2  | 029:120 | +17   | 37     |
| 2.  | UANL Tigres        | 17  | 9  | 5 | 3  | 028:160 | +12   | 32     |
| 3.  | Club América       | 17  | 9  | 3 | 5  | 023:180 | +5    | 30     |
| 4.  | Monarcas Morelia   | 17  | 8  | 5 | 4  | 025:170 | +8    | 29     |
| 5.  | Deportivo Toluca   | 17  | 8  | 5 | 4  | 024:210 | +3    | 29     |
| 6.  | CD Cruz Azul       | 17  | 7  | 6 | 4  | 022:220 | ±0    | 27     |
| 7.  | Club León          | 17  | 8  | 2 | 7  | 023:190 | +4    | 26     |
| 8.  | CF Atlas           | 17  | 7  | 4 | 6  | 023:190 | +4    | 25     |
| 9.  | Club Necaxa        | 17  | 6  | 6 | 5  | 019:150 | +4    | 24     |
| 10. | Lobos de la BUAP   | 17  | 7  | 2 | 8  | 026:310 | −5    | 23     |
| 11. | Club Tijuana       | 17  | 6  | 3 | 8  | 017:230 | −6    | 21     |
| 12. | CF Pachuca         | 17  | 5  | 4 | 8  | 023:250 | −2    | 19     |
| 13. | Chivas Guadalajara | 17  | 4  | 6 | 7  | 021:230 | −2    | 18     |
| 14. | Santos Laguna      | 17  | 3  | 9 | 5  | 020:230 | −3    | 18     |
| 15. | Puebla FC          | 17  | 3  | 7 | 7  | 014:200 | −6    | 16     |
| 16. | Querétaro FC       | 17  | 3  | 7 | 7  | 019:270 | −8    | 16     |
| 17. | TR Veracruz        | 17  | 4  | 2 | 11 | 014:280 | −14   | 14     |
| 18. | UNAM Pumas         | 17  | 3  | 4 | 10 | 014:250 | −11   | 13     |

### Abschlusstabelle der Clausura 2018
| Pl. | Verein             | Sp. | S  | U  | N  | Tore    | Diff. | Punkte |
| --- | ------------------ | --- | -- | -- | -- | ------- | ----- | ------ |
| 1.  | Deportivo Toluca   | 17  | 11 | 3  | 3  | 024:130 | +11   | 36     |
| 2.  | Club América       | 17  | 7  | 8  | 2  | 024:140 | +10   | 29     |
| 3.  | CF Monterrey       | 17  | 8  | 5  | 4  | 030:210 | +9    | 29     |
| 4.  | Santos Laguna      | 17  | 9  | 2  | 6  | 029:200 | +9    | 29     |
| 5.  | UANL Tigres        | 17  | 7  | 7  | 3  | 023:160 | +7    | 28     |
| 6.  | Club Tijuana       | 17  | 6  | 7  | 4  | 018:120 | +6    | 25     |
| 7.  | UNAM Pumas         | 17  | 6  | 6  | 5  | 024:240 | ±0    | 24     |
| 8.  | Monarcas Morelia   | 17  | 7  | 3  | 7  | 022:240 | −2    | 24     |
| 9.  | CF Pachuca         | 17  | 6  | 5  | 6  | 029:270 | +2    | 23     |
| 10. | Puebla FC          | 17  | 7  | 2  | 8  | 023:240 | −1    | 23     |
| 11. | Club Necaxa        | 17  | 4  | 10 | 3  | 021:150 | +6    | 22     |
| 12. | CD Cruz Azul       | 17  | 5  | 7  | 5  | 022:180 | +4    | 22     |
| 13. | Club León          | 17  | 6  | 4  | 7  | 024:330 | −9    | 22     |
| 14. | Querétaro FC       | 17  | 4  | 6  | 7  | 013:180 | −5    | 18     |
| 15. | CF Atlas           | 17  | 5  | 3  | 9  | 017:260 | −9    | 18     |
| 16. | TR Veracruz        | 17  | 5  | 3  | 9  | 012:250 | −13   | 18     |
| 17. | Chivas Guadalajara | 17  | 3  | 6  | 8  | 014:240 | −10   | 15     |
| 18. | Lobos de la BUAP   | 17  | 2  | 3  | 12 | 018:330 | −15   | 09     |

### Kreuztabelle 2017/18
Die Kreuztabelle stellt die Ergebnisse aller Spiele dieser Saison dar. Der Name der Heimmannschaft ist in der linken Spalte, das Logo der Gastmannschaft in der oberen Zeile aufgelistet.
| 2017/18       | AME | Atlas | Cruz Azul | Guadalajara | León | LOB | Monterrey | Morelia | Necaxa | Pachuca | Puebla | Querétaro | Santos Laguna | TIJ | Toluca | UNL | UNAM | Veracruz |
| ------------- | --- | ----- | --------- | ----------- | ---- | --- | --------- | ------- | ------ | ------- | ------ | --------- | ------------- | --- | ------ | --- | ---- | -------- |
| América       |     | 1:0   | 2:1       | 2:1         | 2:0  | 5:1 | 0:0       | 4:1     | 0:1    | 2:2     | 1:1    | 0:1       | 1:0           | 0:0 | 1:2    | 2:2 | 2:1  | 2:0      |
| Atlas         | 0:1 |       | 2:1       | 1:0         | 1:2  | 1:1 | 0:1       | 0:1     | 1:1    | 1:1     | 1:0    | 1:0       | 3:2           | 1:0 | 1:3    | 1:1 | 2:1  | 2:0      |
| Cruz Azul     | 1:3 | 2:1   |           | 1:1         | 0:0  | 1:0 | 1:1       | 2:0     | 0:2    | 5:0     | 1:1    | 0:1       | 2:1           | 0:0 | 0:0    | 1:2 | 1:1  | 1:0      |
| Guadalajara   | 1:1 | 1:2   | 1:3       |             | 0:2  | 1:2 | 1:2       | 1:2     | 2:2    | 1:1     | 0:1    | 0:0       | 0:2           | 3:1 | 0:0    | 0:0 | 1:1  | 0:1      |
| León          | 2:1 | 0:3   | 2:2       | 0:2         |      | 2:2 | 1:2       | 2:3     | 0:4    | 3:1     | 2:1    | 1:1       | 1:2           | 1:1 | 3:1    | 1:0 | 3:0  | 6:2      |
| Lobos         | 2:3 | 3:1   | 3:0       | 0:1         | 0:3  |     | 2:1       | 1:3     | 0:1    | 3:2     | 0:1    | 0:2       | 2:2           | 1:2 | 1:2    | 0:0 | 1:1  | 5:0      |
| Monterrey     | 2:0 | 2:1   | 2:2       | 4:1         | 5:1  | 4:0 |           | 1:1     | 1:0    | 2:0     | 1:3    | 3:1       | 1:1           | 0:0 | 4:1    | 2:0 | 2:1  | 1:0      |
| Morelia       | 2:0 | 2:1   | 1:2       | 1:2         | 0:0  | 2:1 | 0:0       |         | 2:2    | 1:2     | 1:0    | 1:0       | 1:1           | 3:0 | 0:1    | 3:3 | 1:2  | 2:0      |
| Necaxa        | 1:1 | 2:1   | 1:1       | 1:3         | 0:3  | 5:0 | 3:0       | 1:2     |        | 1:1     | 1:1    | 1:0       | 1:2           | 1:0 | 0:0    | 1:1 | 0:0  | 0:0      |
| Pachuca       | 0:2 | 0:0   | 4:0       | 1:3         | 2:1  | 3:1 | 1:2       | 2:3     | 0:0    |         | 1:0    | 0:1       | 3:1           | 2:0 | 2:2    | 2:1 | 2:3  | 4:1      |
| Puebla        | 3:1 | 1:2   | 0:0       | 2:0         | 0:1  | 0:1 | 2:0       | 1:1     | 1:1    | 2:6     |        | 2:2       | 0:1           | 1:1 | 2:0    | 2:1 | 3:0  | 2:0      |
| Querétaro     | 0:1 | 2:2   | 1:2       | 2:2         | 1:2  | 0:4 | 2:2       | 2:1     | 1:1    | 0:0     | 2:1    |           | 1:2           | 1:3 | 0:2    | 0:0 | 1:1  | 0:1      |
| Santos Laguna | 0:1 | 0:1   | 2:0       | 1:1         | 5:1  | 4:2 | 3:2       | 1:0     | 3:2    | 2:2     | 0:0    | 3:0       |               | 0:0 | 0:0    | 1:1 | 1:2  | 2:3      |
| Tijuana       | 1:1 | 2:2   | 0:2       | 3:0         | 2:1  | 3:1 | 0:3       | 1:1     | 1:0    | 2:1     | 2:0    | 0:2       | 2:0           |     | 1:0    | 0:1 | 4:1  | 0:0      |
| Toluca        | 1:2 | 3:2   | 1:1       | 1:1         | 3:1  | 3:1 | 2:1       | 0:1     | 0:0    | 2:1     | 2:1    | 3:2       | 2:0           | 3:1 |        | 1:0 | 2:1  | 3:0      |
| U.A.N.L.      | 1:1 | 2:0   | 2:2       | 1:0         | 4:1  | 3:2 | 2:2       | 2:1     | 1:0    | 3:2     | 5:0    | 1:1       | 2:1           | 1:0 | 3:0    |     | 2:0  | 1:0      |
| U.N.A.M.      | 0:0 | 3:1   | 1:4       | 1:1         | 2:0  | 2:0 | 0:1       | 1:2     | 1:1    | 1:0     | 4:2    | 1:1       | 2:2           | 0:2 | 0:1    | 2:0 |      | 1:2      |
| Veracruz      | 1:1 | 3:1   | 1:2       | 2:3         | 1:2  | 0:1 | 0:2       | 2:1     | 0:2    | 0:1     | 2:0    | 1:1       | 1:1           | 1:0 | 0:1    | 0:2 | 1:0  |          |

### Torschützenliste der Apertura - Reguläre Saison
Bei gleicher Anzahl an Toren sind die Spieler alphabetisch sortiert.
| Platz                  | Spieler         | Mannschaft       | Tore |
| ---------------------- | --------------- | ---------------- | ---- |
| 01                     | Mauro Boselli   | Club León        | 11   |
|                        | Avilés Hurtado  | CF Monterrey     | 11   |
| 03                     | Julio Furch     | Santos Laguna    | 09   |
|                        | Julián Quiñones | Lobos de la BUAP | 09   |
|                        | Raúl Ruidíaz    | Monarcas Morelia | 09   |
|                        | Enner Valencia  | UANL Tigres      | 09   |
| 07                     | Víctor Guzmán   | CF Pachuca       | 08   |
|                        | Felipe Mora     | Cruz Azul        | 08   |
|                        | Camilo Sanvezzo | Querétaro FC     | 08   |
|                        | Fernando Uribe  | Deportivo Toluca | 08   |
| Stand: Ende der Saison |                 |                  |      |